# Achakulara
Achakulara (georgiska: ახაკულარა) är ett berg i Georgien. Det ligger i regionen Abchazien, i den nordvästra delen av landet, 300 km nordväst om huvudstaden Tbilisi. Toppen på Achakulara är 930 meter över havet.